# Moa khổng lồ Đảo Nam
Moa khổng lồ Đảo Nam, tên khoa học Dinornis robustus, là một loài Moa. Nó là một thành viên của bộ Struthioniformes. Nó sống trên đảo Nam của New Zealand, và môi trường sống của nó là vùng đất thấp (vùng cây bụi, duneland, đồng cỏ, rừng).

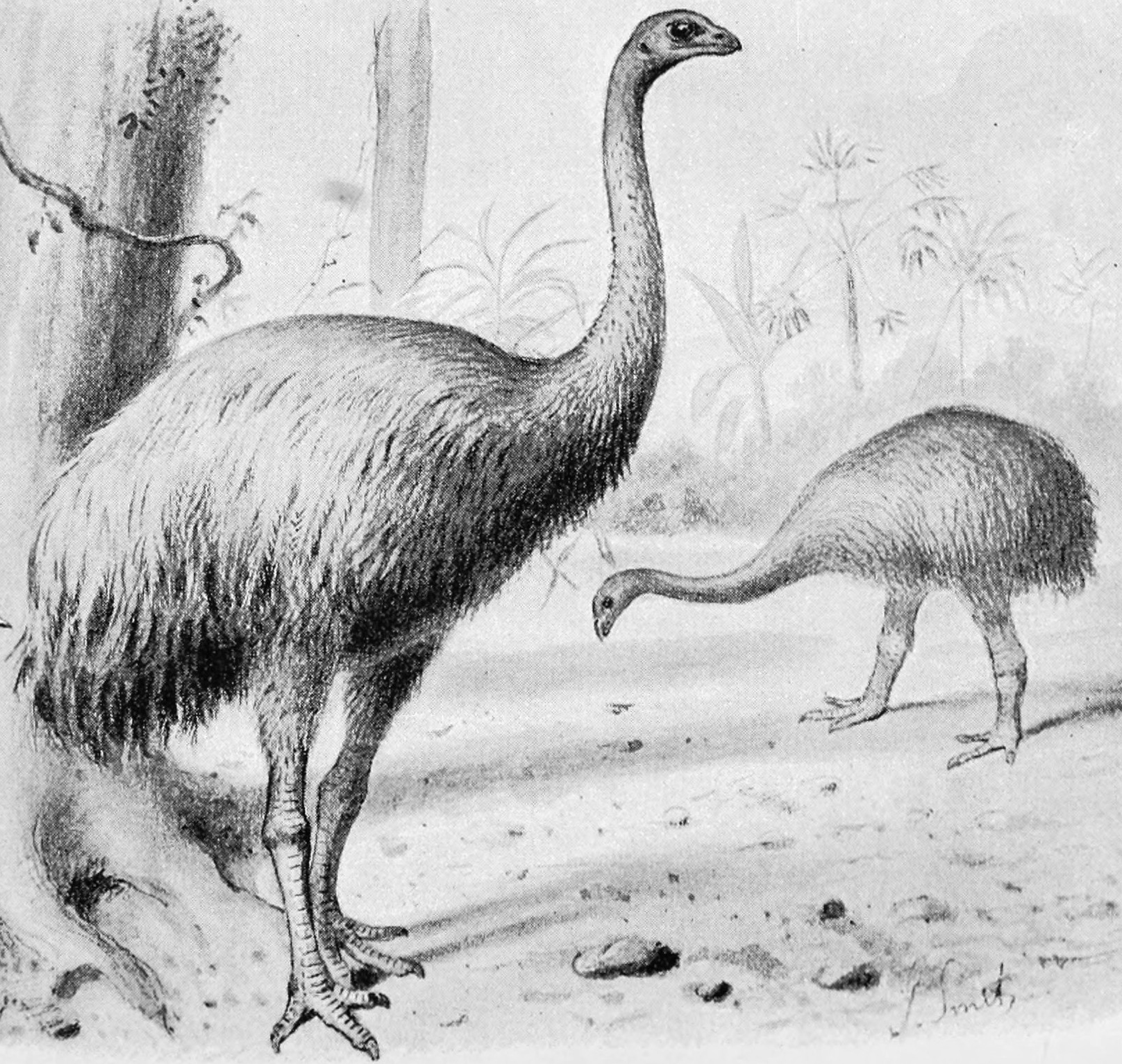
Restoration

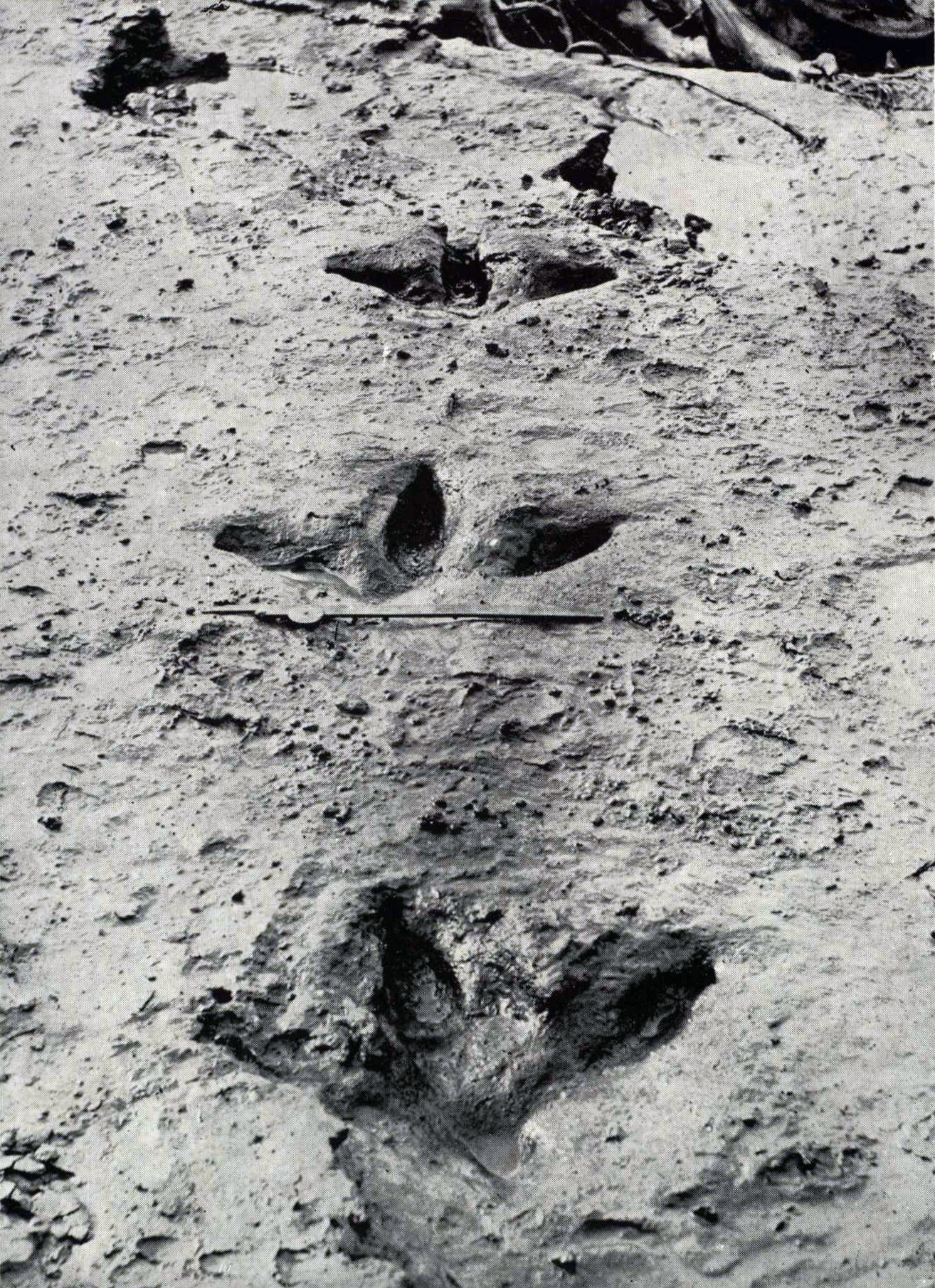
Track-way